# Schneckenbusch
Schneckenbusch – miejscowość i gmina we Francji, w regionie Grand Est, w departamencie Mozela.
Według danych na rok 1990 gminę zamieszkiwało 278 osób, a gęstość zaludnienia wynosiła 131 osób/km² (wśród 2335 gmin Lotaryngii Schneckenbusch plasuje się na 771. miejscu pod względem liczby ludności, natomiast pod względem powierzchni na miejscu 1224.).